# Иван Мартиновић
Иван Мартиновић (23. јануар 1863. Кикинда — 22. април 1926. Панчево) био је српски учитељ, писац и преводилац.

## Биографија
Рођен је у Кикинди 23. јануара 1863. године. Он је недовољно позната личност, о којој се мало писало, а која је задужила не само Панчево, већ и Србију. За четири деценије боравка у Панчеву оставио је неизбрисив траг у јавном животу града и српске Војводине. Био је учитељ у Башаиду и Панчеву.
| „ | За учитеља србског у Панчеву изабран је г. Иван Мартиновић, досадашњи отлични учитељ башахидски, и врстни сурадник овога листа. | ” |

Дуго година је био учитељ у панчевачкој српској вероисповедној основној школи, где се показао као врстан педагог и васпитач. Иван Мартиновић је све време излажења панчевачког дечјег илустрованог листа Споменак био власник, издавач, главни и одговорни уредник. Од 1909. године уређује Споменкову библиотеку у којој сваке године објављује по једну књигу. Укупно је објавио седам књига за седам година. 

### Пензија
Због свог слободоумног писања често је долазио у сукоб са мађарским режимом, који није трпео његов национални ради који га је зато отерао и у пензију. Пензионисан је 1908. године.

### Први светски рат
За време Првог светског рата био је интерниран у Сегедин.

### Период после Првог светског рата
После рата, 1918. године реактивиран је, да би од наредне 1919. године био управник грађанске школе у Панчеву.

## Некролог из Панчевца
Панчевац из 25. априла 1926. године на насловној страни објављује некролог.
| „ | Велики родољуб, добар педагог о одличан познавалац дечје душе, он је својим несебичним и неуморним радом на ширењу наше народне мисли осигурао себи трајну успомену у своме народу, који је неизмерно љубио | ” |

## Дела
- Својој сестри Даници / Иван Мартиновић. - У: Женски свет. - ISSN 2217-6667. - Год. 10, бр. 1 (1895), стр: 12-13. 526008468
- А, не дам ја тебе! : једна мана у домаћем васпитању / Иван Мартиновић. - У: Женски свет. - ISSN 2217-6667. - Год. 3, бр. 3 (1888), стр: 67-72. 523505556

### Преводи
- Сироче : приповетка за младеж / написао Оскар Хекер ; превео с немачког Иван Мартиновић. - Панчево : Штампарија Николе М. Косанића, 1893. - 116 стр. ; 16 cm  519780189
- Опћење са ученицима почетницима, написао Иван Крулец у Љубљани, превео Иван Мартиновић[4]
- Сан у очи нове године / написао Сањало ; превео Иван Мартиновић.[5]

### Уредник
- Споменак[6]
- Посестрима : лист за поуку и забаву нашем женскињу; заједно са Љубомиром Лотићем[7]

### Издаваштво
- Свети Сава у песмама : песме разних писаца / скупио и издао Иван Мартиновић. - (2. попуњено изд.). - Вел. Кикинда : И. Сеђаков, 1905. - 47 стр. ; 20 cm[8]

## Галерија
- Иван Мартиновић, власник, издавач и уредник часописа Посестрима (насловна страница часописа из 1890. године)
- Иван Мартиновић, власник, издавач и уредник часописа Споменак (насловна страница часописа из 1909. године)